# Football Club Tescoma Zlín 2008-2009
Questa voce raccoglie le informazioni riguardanti il Tescoma Zlín nelle competizioni ufficiali della stagione 2008-2009.

## Rosa
| N. |                        | Ruolo | Calciatore      |
| -- | ---------------------- | ----- | --------------- |
| 1  | Rep. Ceca (bandiera)   | P     | Vít Baránek     |
| 3  | Rep. Ceca (bandiera)   | D     | Lukáš Pazdera   |
| 4  | Rep. Ceca (bandiera)   | D     | Michal Malý     |
| 4  | Rep. Ceca (bandiera)   | C     | Marek Zúbek     |
| 5  | Rep. Ceca (bandiera)   | D     | Zdeněk Kroča    |
| 6  | Inghilterra (bandiera) | C     | James McQuilkin |
| 7  | Rep. Ceca (bandiera)   | A     | Libor Žůrek     |
| 8  | Rep. Ceca (bandiera)   | D     | Jakub Línek     |
| 8  | Rep. Ceca (bandiera)   | C     | Vít Vrtělka     |
| 9  | Rep. Ceca (bandiera)   | A     | Vladimír Malár  |
| 10 | Rep. Ceca (bandiera)   | A     | Martin Vyskočil |
| 11 | Rep. Ceca (bandiera)   | C     | Zdeněk Konečník |
| 12 | Rep. Ceca (bandiera)   | C     | Pavel Elšík     |
| 14 | Rep. Ceca (bandiera)   | A     | Karel Kroupa    |

| N. |                       | Ruolo | Calciatore       |
| -- | --------------------- | ----- | ---------------- |
| 15 | Rep. Ceca (bandiera)  | D     | Ivo Zbožínek     |
| 16 | Slovacchia (bandiera) | C     | Tomáš Kóňa       |
| 17 | Rep. Ceca (bandiera)  | P     | Stanislav Dostál |
| 18 | Rep. Ceca (bandiera)  | C     | Petr Musil       |
| 19 | Rep. Ceca (bandiera)  | D     | Miloslav Penner  |
| 20 | Slovacchia (bandiera) | A     | Gejza Baranyai   |
| 21 | Rep. Ceca (bandiera)  | C     | David Šmahaj     |
| 23 | Rep. Ceca (bandiera)  | C     | Pavel Malchárek  |
| 24 | Rep. Ceca (bandiera)  | A     | Martin Bačík     |
| 25 | Rep. Ceca (bandiera)  | D     | Ondřej Čelůstka  |
| 26 | Rep. Ceca (bandiera)  | A     | Jan Kraus        |
| 27 | Rep. Ceca (bandiera)  | A     | Martin Bača      |
| 30 | Rep. Ceca (bandiera)  | P     | Aleš Kořínek     |